# Racing Club de France
Il Racing Club de France (RCF), è un club polisportivo di Parigi, fondato il 20 aprile 1882 con il nome di "Racing Club", nome cambiato nell'attuale nel 1885. È fondatore e membro della Federazione francese dei club sportivi (FFCO). La sua sede si trova in rue Éblé a Parigi e dispone di impianti sportivi nella periferia occidentale della capitale, a Colombes e Versailles.
La polisportiva nelle varie discipline ha conquistato 93 medaglie olimpiche, 53 titoli di campione del mondo, 30 coppe d'Europa, 115 titoli di campione d'Europa e più di 1000 titoli nazionali.
La società è articolata in 17 sezioni:
- Atletica leggera
- Badminton
- Calcio
- Decathlon
- Golf
- Hockey su prato
- Jūdō
- Nuoto
- Pallacanestro
- Pallavolo
- Pentathlon moderno
- Rugby
- Scherma
- Sci
- Tennis
- Tiro a segno
- Triathlon